# 鴨島町上浦
鴨島町上浦（かもじまちょうかみうら）は、徳島県吉野川市の大字。2010年10月1日現在の人口は1,712人、世帯数は565世帯。郵便番号は〒776-0037。

## 地理
吉野川市の南東に位置。南は山地で、東西に連なる尾根は名西郡神山町と接する。東は同郡石井町、西は鴨島町山路、北は鴨島町牛島に接する。
鴨島町牛島との境に飯尾川が東流しており、西部に低い向麻山が平地から独立、山頂からほぼ地内が見渡せる。山上には御岳神社・竜眼神社・向麻山公園・児童広場・テニスコートがあり、地内出身の岡田勢一の銅像が立つ。

### 山岳

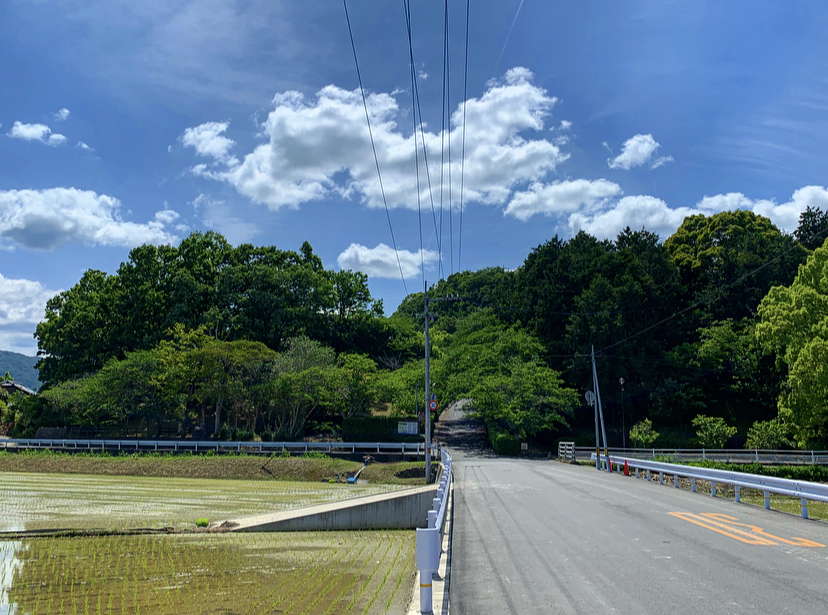
向麻山

- 向麻山

### 河川
- 飯尾川

### 小字
| - 市久保 - 市瀬東 - 梅市 - 王子北 - 王子壇 | - 川端 - 国木地 - 国中 - 玉取 - 堤外 | - 天神 - 道場 - 道場南 - 中北 - 中ズ | - 中筋 - 西中 - 野神 - 八本松 - 馬場南 | - ヒヨノ北 - ヒヨノ西 - ヒヨノ東 - 柳ケ坪 - 竜高 |  |

## 歴史
- 2004年（平成16年）10月1日 - 麻植郡鴨島町が川島町・山川町・美郷村と合併して吉野川市となり、現在の町名となる。

## 施設

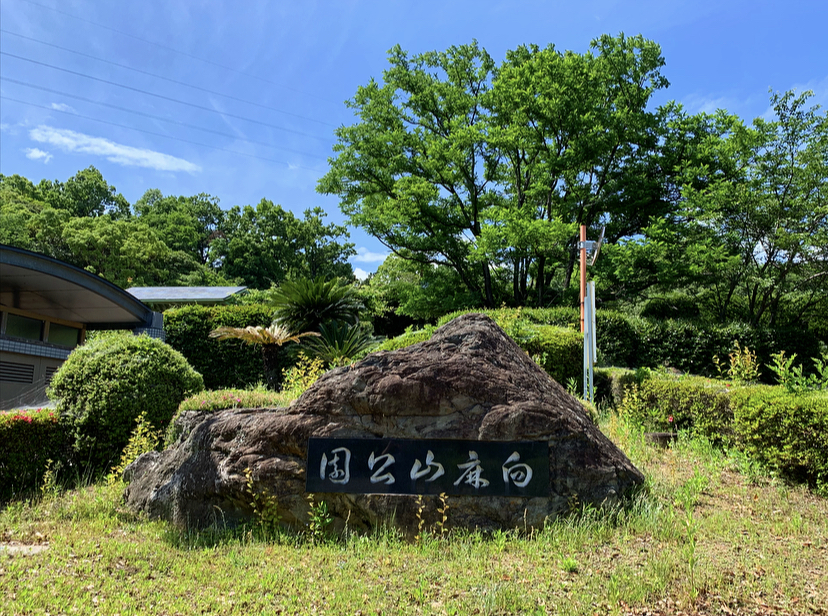
向麻山公園

- 吉野川市立上浦小学校
- 向麻山公園
- 御岳神社
- 竜眼神社
- 國中八幡神社
- 若宮神社
- 有特神社
- 通玄寺

## 交通

### 道路
国道
- 国道192号

都道府県道
- 徳島県道154号牛島停車場線
- 徳島県道240号西麻植下浦線

## 出身者
- 岡田勢一 - 政治家